# ニード・フォー・スピード カーボン オウン・ザ・シティ
『ニード・フォー・スピード カーボン オウン・ザ・シティ』（Need for Speed: Carbon Own the city 、NFSC）は、EA Black Boxが開発し、エレクトロニック・アーツが2006年11月1日に米国で発売したレースゲーム。日本語版は2006年12月21日発売。
本作はカーボンとは違うオリジナルストーリーで描かれる携帯ゲーム機向けのNFS外伝である。
PSP版のNFSでは3作目であり、初のフリーラン機能が収録されたため自由にマップを走る事が出来る。
マップはニード・フォー・スピード モスト・ウォンテッドのローズウッド、ロックポートシティの部分を本作用に再構築した物で、ローズウッド、ロックポートを鏡に映したように反対になったものである。
建物などは変わっており、大学などは無くなっている。
また、日本ではDS版とGBA版は発売されていない。

## 概要
カーボンオウン・ザ・シティでもニード・フォー・スピード カーボンの様にウィングマンと呼ばれるレースをサポートするチームメンバーが存在し、ボスに勝利するとそのボスもチームメンバーに組む事が出来る。プレーヤーはメンバーの中から特定の人物を指名する事ができる。
- ブローラー -ライバルの妨害。
- アサシン - スパイクストリップを落とし、踏んだマシンを一時的に走行不能にする。
- ドラフター - プレイヤーの前を走り、ストップストリーム状態を作る。
- メカニック - マシン性能が向上する。
- フィクサー - レースに勝利した場合に金を多めに貰うことができる。

プレーヤーはボスに勝利すればテリトリーを獲得することができ、新たなレースやイベント、チームメイトなどを解除できる。

## ゲームモード
ストリート
仕切られた公道を周回するレース。（ウィングマン参加）
スプリント
ストリートの一部を使い、スタートからゴールの2点間でレースをする。（ウィングマン参加）
ラップノックアウト
ストリートと同様に、仕切られた公道を走る。周を重ねるごとに一番遅いマシンが脱落していき、最後まで残ると勝利となる（ウィングマン不参加）
エスケープ
ライバルマシンの追跡を振り切り、時間内にエスケープポイントにたどり着ければ勝利となる。（ウィングマン不参加）
デリバリー
決められた場所に荷物を届けるイベントで、相手チームより先に届けると勝利となる。（ウィングマン参加）
クルー・テイクダウン
ライバルマシンに体当たりして、制限時間内に決められた敵数を破壊すれば成功。（ウイングマン不参加）

## 登場車両
- Audi TT 3.2 Quattro
- Aston Martin DB9
- Chevrolet Cobalt SS
- Chevrolet Corvette Z06
- Chrysler 300C SRT8
- Ford GT
- 1967 Ford Mustang
- Ford Mustang GT
- Lamborghini Gallardo
- Lamborghini Murciélago LP640
- Lotus Elise
- Mazda Mazdaspeed 3
- Mazda RX-7
- Mazda RX-8
- Mercedes-Benz SL65AMG（R230）
- Mitsubishi Eclipse GT
- Mitsubishi Lancer Evolution IX
- Nissan 240SX
- Nissan 350Z
- Nissan Skyline R34 GT-R
- Pontiac Firebird
- Pontiac GTO
- Pontiac Solstice
- Porsche 911 Carrera S
- Porsche Carrera GT
- Subaru WRX STi
- Toyota MR2
- Toyota Supra
- Volkswagen Golf GTI